# Jason Rouser
Jason Rouser (ur. 22 marca 1970 w Tucson) – amerykański lekkoatleta (sprinter), mistrz olimpijski z 1996 i dwukrotny halowy mistrz świata.
Specjalizował się w biegu na 400 metrów. W 1992 należał do czołówki światowej w tej konkurencji, ale nie udało mu się zakwalifikować na igrzyska olimpijskie w Barcelonie.
Zdobył złoty medal w sztafecie 4 × 400 metrów, która biegła w składzie: Darnell Hall, Brian Irvin, Rouser i Mark Everett na halowych mistrzostwach świata w 1993 w Toronto. Zajął również 6. miejsce w finale biegu na 400 metrów.
Na igrzyskach olimpijskich w 1996 w Atlancie startował w eliminacjach i półfinale sztafety 4 × 400 metrów, która zdobyła złoty medal biegnąc w finale w składzie: LaMont Smith, Alvin Harrison (zastąpił Rousera), Derek Mills i Anthuan Maybank. Rouser jako biegnący we wcześniejszych fazach konkurencji jest również mistrzem olimpijskim.
Ponownie wywalczył złoty medal w sztafecie 4 × 400 metrów na halowych mistrzostwach świata w 1997 w Paryżu (sztafeta amerykańska biegła w składzie: Rouser, Everett, Sean Maye i Deon Minor).
Zakończył karierę lekkoatletyczną w 1999 wskutek kontuzji. Później próbował swych sił w bobslejach. Obecnie pracuje jako trener.
Rekordy życiowe Jasona Rousera:
| Konkurencja               | Data i miejsce           | Wynik |
| ------------------------- | ------------------------ | ----- |
| bieg na 200 metrów        | 20 maja 1991, Lincoln    | 20,45 |
| bieg na 300 metrów        | 4 czerwca 1994, Eugene   | 32,19 |
| bieg na 400 metrów        | 17 czerwca 1996, Atlanta | 44,77 |
| bieg na 200 metrów (hala) | 7 grudnia 1996, Norman   | 21,04 |
| bieg na 400 metrów (hala) | 21 lutego 1993, Boston   | 46,11 |